# Мухаммед Али ишан
Мухаммад Али ишан (также известный как Дукчи ишан) — ишан суфийского ордена Накшбанди, который возглавил восстание 1898 года против Российской империи в Андижане Ферганской области Российской империи (ныне часть Узбекистана).

## Биография
Мухаммад Али Мадали, стремясь избавить эту территорию от русских и восстановить ранее независимое Кокандское ханство, призвал к «священной войне» и повел 2000 человек против власти Российской империи. Однако его силы были блокированы за пределами города Андижан 20-м линейным батальоном Туркестанского военного округа и разбиты. Из всех восставших, 546 предстали перед судом, а Мухаммад Али ишан и пятеро его ближайших соратников повешены.
Восстание 1898 года было многонациональным. К суду были привлечены: киргизы – 257, узбеки – 112, тюрки – 20, уйгуры – 17, кыпчаки – 3, таджики – 5, каракалпаки – 1, всего – 417 человек
Немалую часть приговоренных составляли кыргызы Ферганской долины и горных районов Чаткала, Аксы и Кетмен-Тобе на территории современного Южного Кыргызстана. Среди них был видный поэт-импровизатор и композитор Токтогул Сатылганов (1864—1933), заключенный в тюрьму по ложному обвинению его политических врагов в долине Кетмен-Тобе в его предполагаемом участии в восстании. Вернулся из сибирской тюрьмы, в селе Куйтун под Иркутском, в 1905 году.

## Оценки восстания
В 1947 году  под редакцией С.В. Бахрушина была опубликована «История народов Узбекистана». По утверждению авторов, Андижанское восстание нанесло удар царизму, поколебало его прочность в недавно завоеванной колонии.
В 1950 годах оценка восстания изменилась. В Узбекистане организовали разоблачительную «дискуссию» по оценке Андижанского восстания 1898 г. Если ранее оно считалось национально-классовой борьбой против колониализма, то теперь рекомендовалось признать ее реакционную сущность. Местные историки восприняли это, несмотря на официальную позицию ЦК Узбекской компартии, негативно, а газеты отказывались печатать негативные материалы о восстании.
По утверждению историка Б.Г.Гафурова Андижанское «восстание» 1898 года под руководством Дукчи-ишана было феодально-националистическим и носило реакционный характер. Он считал, что причисление восстания Дукчи-ишана к национально-освободительным движениям «наносит ущерб дружбе народов Средней Азии и Казахстана с нашим старшим братом — русским народом» 
В XXI веке оценки этого восстания в Таджикистане изменились. По данным К.Абдуллаева, племенные сегменты среднеазиатского общества оказали сопротивление колониальному захвату, как, например, восстание в Фергане под руководством Мадали (Ишони Дукчи) в 1898 г.
По утверждению американского историка Халида, улемы относились к Дукчи-ишану враждебно, высмеивали его и называли неграмотным самозванцем.

## Последствия
- Император России отозвал Туркестанского генерал-губернатора Вревского и заменил его генералом Сергеем Духовским. Восстание было объяснено двумя основными факторами: возбуждением исламских настроений (предположительно поощряемым османским султаном) и неспособностью российского правительства принять во внимание ситуацию[1].
- Позже советские комментаторы отказались признать это событие народным движением, отметив, однако, что не только бесправная элита, но и рабочий класс были привлечены к делу Мадали[1].

В постсоветской историографии Центральной Азии Андижанское восстание описывается как прогрессивное антицарское движение, направленное на создание независимого государства в Ферганской долине.